# 투르기역
투르기역(Turgi)은 스위스 아르가우주의 투르기에 있는 기차역이다. 이 역은 취리히-올텐 간선에 있으며 투르기-코블렌츠-발트슈트선의 교차점이다.

## 운행편
다음 서비스는 투르기에서 정차한다.
- 레기오익스프레스 : 올텐과 베팅엔 사이를 매시간 운행.
- 취리히 S-반 :
  - S12 : 브루크와 빈터투어간 30분 운행 기차는 빈터투어에서 샤프하우젠 또는 빌.
  - S19: 코블렌츠와 패피콘 ZH간 러시아워 서비스
- 아르가우 S-반 :
  - S23: 랑엔탈과 바덴 사이의 매시간 운행.
  - S27: 바덴과 코블렌츠 간 30분 간격 운행 기차는 코블렌츠에서 발트슈트 또는 바트 취르차흐.
  - S29 : 아라우 및 주르제 운행.